# Ölme
Ölme ist ein Ort (Tätort) in der schwedischen Provinz Värmlands län und der historischen Provinz Värmland. Der Ort liegt in der Gemeinde Kristinehamn, knapp fünf Kilometer nordwestlich der Stadt Kristinehamn.
Ölme liegt auf der Strecke der Värmlandsbanan zwischen Kristinehamn und Karlstad. Zudem befindet sich der Ort an der Europastraße 18, die ebenfalls die beiden Städte verbindet.

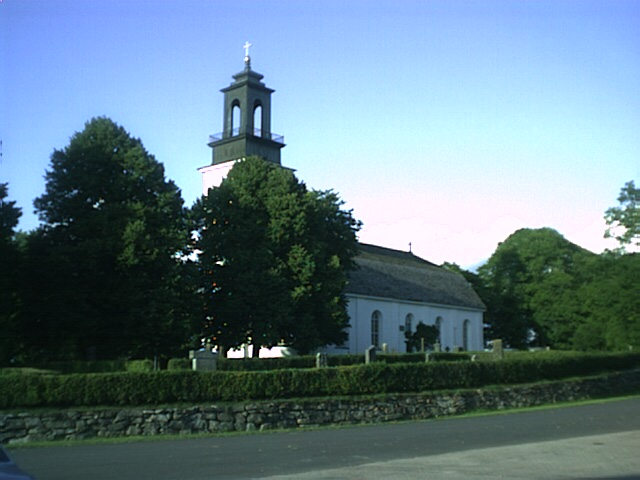
Ölme kyrka

Die örtliche Kirche Ölme kyrka wurde vom Architekten Olof Tempelman zwischen 1787 und 1788 erbaut.

## Söhne und Töchter
- Pontus Fahlbeck (1850–1923), schwedischer Politiker und Politikwissenschaftler
- Gustav Wagnsson (1857–1929), schwedischer Geistlicher der evangelisch-methodistischen Kirche
- Magnus Johansson (* 1971), schwedischer Fußballspieler